# Pemzashen
Pemzashen (in armeno Պեմզաշեն?) è un comune di 2 646 abitanti (2008) della provincia di Shirak in Armenia.